# Comuna Drăgotești, Gorj
Drăgotești este o comună în județul Gorj, Oltenia, România, formată din satele Corobăi, Drăgotești (reședința) și Trestioara.

## Așezare

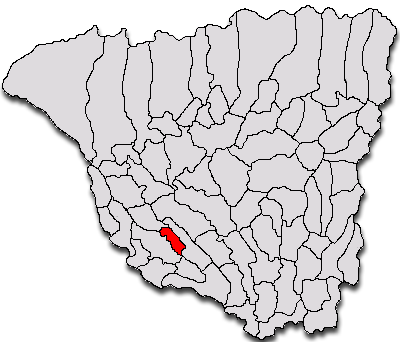
Localizarea pe harta județului Gorj a comunei Drăgotești

Comuna se află în partea sud-vestică a județului Gorj, aflându-se la o distanță de 45 km, de municipiul Târgu Jiu, reședința de județ;

## Demografie
Componența etnică a comunei Drăgotești
     Români (89,91%)
     Alte etnii (10,09%)
Componența confesională a comunei Drăgotești
     Ortodocși (88,89%)
     Alte religii (0,88%)
     Necunoscută (10,23%)
Conform recensământului efectuat în 2021, populația comunei Drăgotești se ridică la 2.161 de locuitori, în scădere față de recensământul anterior din 2011, când fuseseră înregistrați 2.504 locuitori. Majoritatea locuitorilor sunt români (89,91%). Din punct de vedere confesional, majoritatea locuitorilor sunt ortodocși (88,89%), iar pentru 10,23% nu se cunoaște apartenența confesională.

## Istorie
La sfârșitul secolului al XIX-lea, comuna făcea parte din plasa Văilor a județului Mehedinți și era alcătuită din satele Drăgoteștii de Jos, Drăgoteștii de Sus și Bohorelul, cu o populație de 1400 de locuitori. În comună funcționa o școală mixtă frecventată de 21 de elevi și trei biserici. La acea vreme, pe teritoriul actual al comunei, în plasa Motrul de Sus, funcționa și comuna Corobăi, care era alcătuită din satele Corobăi și Trestioara, cu o populație de 70 de locuitori. În comună funcționa doar o biserică.
În 1925, comuna Corobăi se desființează și este inclusă în comuna Drăgotești. Anuarul Socec consemnează comuna în plasa Motrul de Sus din același județ, cu o populație de 1649 de locuitori (în satele Drăgoteștii de Jos, Corobăi și în cătunele Drăgoteștii de Sus și Trestioara) - configurația comunei fiind una asemănătoare cu cea din prezent.
În 1931, satele Drăgoteștii de Jos și Drăgoteștii de Sus se contopesc și formează satul Drăgotești. În același an, se reînființează comuna Corobăi, cu satele Corobăi, Trestioara, Șiacu și Sura. Astfel, comuna Drăgotești a rămas acum doar cu satul de reședință cu același nume.
În anul 1950, comunele au fost arondate raionului Strehaia a regiunii Gorj, raion care doi ani mai târziu a fost arondat regiunii Craiova, și apoi (după 1960), regiunii Oltenia.
În anul 1968, comuna a fost transferată la județul Gorj, în actuala structură. Tot atunci, comuna Corobăi a fost desființată, iar satele Corobăi și Trestioara au fost transferate comunei Drăgotești, în timp ce satele Siacu și Șura au fost transferate comunei Slivilești.

## Monumente istorice
Singurul monument istoric din comuna Drăgotești, care este regăsit în lista monumentelor istorice din județul Gorj este Biserica „Sf. Împărați” din satul Trestioara, care datează din anul 1855.

## Politică și administrație
Comuna Drăgotești este administrată de un primar și un consiliu local compus din 11 consilieri. Primarul, Vili Pasăre[*], de la Partidul Social Democrat, este în funcție din 2004. Începând cu alegerile locale din 2024, consiliul local are următoarea componență pe partide politice:
|  | Partid                          | Consilieri | Componența Consiliului | Componența Consiliului | Componența Consiliului | Componența Consiliului | Componența Consiliului | Componența Consiliului | Componența Consiliului |
|  | ------------------------------- | ---------- | ---------------------- | ---------------------- | ---------------------- | ---------------------- | ---------------------- | ---------------------- | ---------------------- |
|  | Partidul Social Democrat        | 7          |                        |                        |                        |                        |                        |                        |                        |
|  | Alianța pentru Unirea Românilor | 2          |                        |                        |                        |                        |                        |                        |                        |
|  | Partidul Național Liberal       | 2          |                        |                        |                        |                        |                        |                        |                        |